# Rujnica (kanton uńsko-sański)
Rujnica – wieś w Bośni i Hercegowinie, w Federacji Bośni i Hercegowiny, w kantonie uńsko-sańskim, w mieście Cazin. W 2013 roku liczyła 841 mieszkańców, z czego większość stanowili Boszniacy.